# Alepo
Alepo (en árabe: حلب [Ḥalab]) es la ciudad más poblada de Siria y capital de la provincia homónima. En 2018 la población de Alepo era de 1 800 000 habitantes, siendo así la ciudad más poblada de Siria. La ciudad fue escenario de la larga batalla de Alepo, ocurrida en el marco de la  guerra civil siria; no obstante, tras la liberación de la ciudad en diciembre de 2016, actualmente, la ciudad se encuentra en reconstrucción.
Es una de las más antiguas de la región, conocida en la Antigüedad como Khalpe, Beroea para los antiguos griegos, y Halep para los turcos. Situada en el noroeste del país, se encuentra en una posición estratégica a mitad de camino en la ruta comercial que une la costa mediterránea y el Éufrates. Su provincia ocupa más de 16 000 km² y entre el 20 y 30 % de sus habitantes son cristianos.
Es sede de la archidiócesis Metropolitana de Alepo del Patriarcado de la Iglesia ortodoxa de Antioquía.

## Historia
Históricamente, se dispone de documentos según los cuales existe población en la zona desde al menos el 1800 a. C., según las fuentes hititas. Durante la dinastía amorita fue capital del reino (hasta aproximadamente el 1600 a. C.), para volver luego a ser hitita. Más tarde fue asiria y persa. Los griegos la tomaron en el 333 a. C., y Seleuco I Nicátor le dio el nombre de Beroea. Cuando, en el 64 a. C., Siria pasó a formar parte de Roma, la ciudad también se integró en el dominio de Roma.
Formó parte del Imperio bizantino hasta su pérdida a manos de los árabes en 637. En el siglo X volvió a los bizantinos (entre 974 y 987). Los cruzados la asediaron en dos ocasiones, en 1098 y en 1124, pero nunca la conquistaron. El 11 de octubre de 1138, la ciudad fue devastada por un terremoto, dejando cifras de 230 000 muertos. Pasó a manos de Saladino y se mantuvo en poder de los árabes hasta su toma por los mongoles en 1260. Luego fue una ciudad del Imperio otomano (desde 1517). A la caída del Imperio otomano, pasó a la administración colonial francesa, pero volvió a Turquía cuando esta recuperó Antioquía en 1938-1939.
En la Antigüedad fueron creadas grandes obras arquitectónicas como la torre del reloj que todavía está en pie y muy bien conservadas. La Universidad de Alepo fue fundada en el año 1960. Fue nombrada capital de la cultura islámica el año 2006.

### Guerra siria y destrucción
Después del estallido de la Guerra en Siria, en la cual se enfrentan los rebeldes contra el gobierno, Alepo fue poco a poco convirtiéndose en un blanco para los rebeldes, quienes invadieron la ciudad en junio de 2012. Desde esa fecha en adelante, se ha convertido en el principal frente de la guerra civil.
Después de que los rebeldes perdieran su batalla clave en Damasco, se centraron en tomar control de la ciudad de Alepo, que es la capital económica de Siria. Las fuerzas rebeldes tenían el control del 70 % de Alepo, pero los fuertes contraataques del ejército comenzaron a equiparar el control de la ciudad, estando dividida entre ambos bandos. En el marco de la llamada batalla de Alepo, que ha ido aumentando en cuanto a violencia y devastación, grandes combates se viven todos los días en la ciudad. Los enfrentamientos tienen lugar en Alepo, incluyendo su milenario casco histórico, que ha sufrido graves daños. Para el año 2013, la ciudad seguía siendo el escenario más importante de la guerra, habiendo combates muy violentos entre rebeldes y soldados gubernamentales.
Según el Ministerio de Asuntos Exteriores sirio, unas 1000 fábricas en Alepo han sido saqueadas y sus bienes robados transferidos a Turquía con el pleno conocimiento y la facilitación del gobierno turco. En noviembre de 2013, la periodista de The Guardian Francesca Borri informa sobre la actividad de grupos rebeldes en zonas bajo su control y afirmó que se están centrando en hacer cumplir la Ley Sharia y la lucha entre otros grupos armados rebeldes rivales y no el gobierno. 

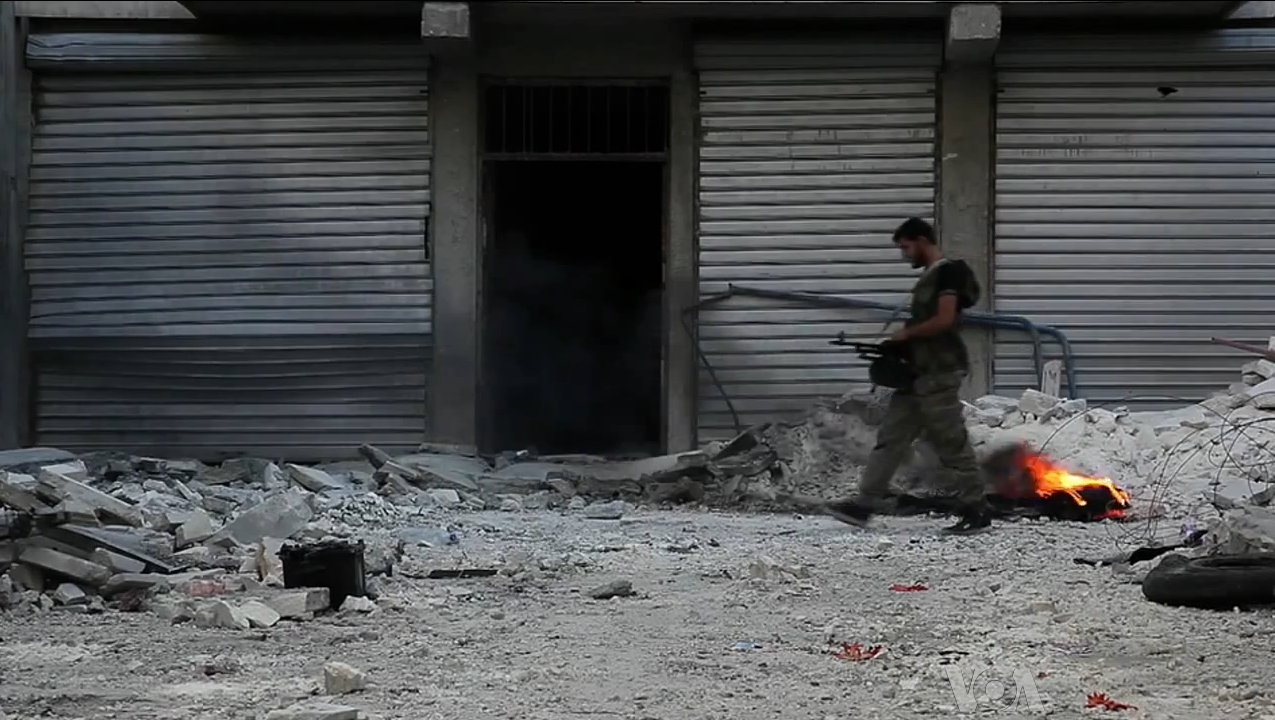
Soldado rebelde caminando en las ruinas de una calle de Alepo tras constantes enfrentamientos. (2012).

Alepo se convirtió en la segunda ciudad más devastada producto de la guerra, solo por debajo de Homs; gran parte de la ciudad está dañada y preciados lugares han sido reducido a escombros y destruidos por los combates. La ocupación rebelde de la zona centró el foco de atención del Ejército Sirio, que continuó con el intento de liberarla de los rebeldes y mantuvo Alepo como el principal frente. Según datos de la ONU la guerra en Alepo ha dejado un saldo de más de 12 000 personas muertas, en su mayoría civiles.
A las 10 de la noche del miércoles 28 de abril de 2016 se produjo uno de los ataques más mortíferos en lo que va de toda la guerra en la zona de Alepo. El hospital de Al Quds apoyado por Médicos Sin Fronteras (MSF) y el Comité Internacional de Cruz Roja (CICR) fue atacado acabando con la vida de 14 personas, entre ellas el doctor Mohammed Wasim Moaz, de 36 años el último pediatra que quedaba en la zona. Tanto los medios allegados a los grupos armados rebeldes como el Gobierno de los Estados Unidos no tardaron en culpar a la Fuerza Aérea Siria de  efectuar dicho ataque mediante un bombardeo indiscriminado, mientras  que el gobierno sirio ha negado la autoría del ataque. Cabe destacar que en la actualidad los cazas activos que mantiene la Fuerza Aérea Siria carecen de sistemas para operar en condiciones nocturnas. 
Para julio de 2016 el gobierno había recuperado gran parte de la ciudad y se estimaba que en la zona gubernamental habitaban 1,5 millones de personas contra las 300 000 personas residentes en Alepo oriental, la zona controlada por los yihadistas, a la larga siendo un valor menor al diez por ciento de esa cifra. El 6 de octubre de 2016, el presidente sirio Bashar al-Ásad ofreció una amnistía a los combatientes de la ciudad y evacuarlos a ellos y a sus familias a zonas seguras, sin embargo, una mayoría de rebeldes rechazaron la propuesta. El enviado de la ONU en Siria, Staffam de Mistura, se ofreció personalmente para acompañar a los rebeldes en su retirada, al tiempo que los acusó de tener como rehén a la población civil. La batalla terminó a finales de diciembre de 2016, tras la rendición de la guarnición rebelde en la zona sur de la ciudad y su posterior traslado a Idlib, la cual se dio con numerosos inconvenientes y altercados. 
A finales de octubre del mismo año, Rusia y Siria abrieron corredores para permitir escapar a la población civil residente en los barrios en conflicto y como respuesta las fuerzas rebeldes comenzaron el bombardeo de estas áreas, impidiendo la huida de los civiles. Finalmente, en diciembre de 2016 la batalla de Alepo finalizó con la victoria decisiva del gobierno sirio, que retomó por completo el control de la ciudad. La batalla también ha causado una catástrofe cultural, ya que una parte importante de la ciudad vieja de Alepo, patrimonio de la humanidad de la UNESCO, ha sido destruida.

### Reconstrucción

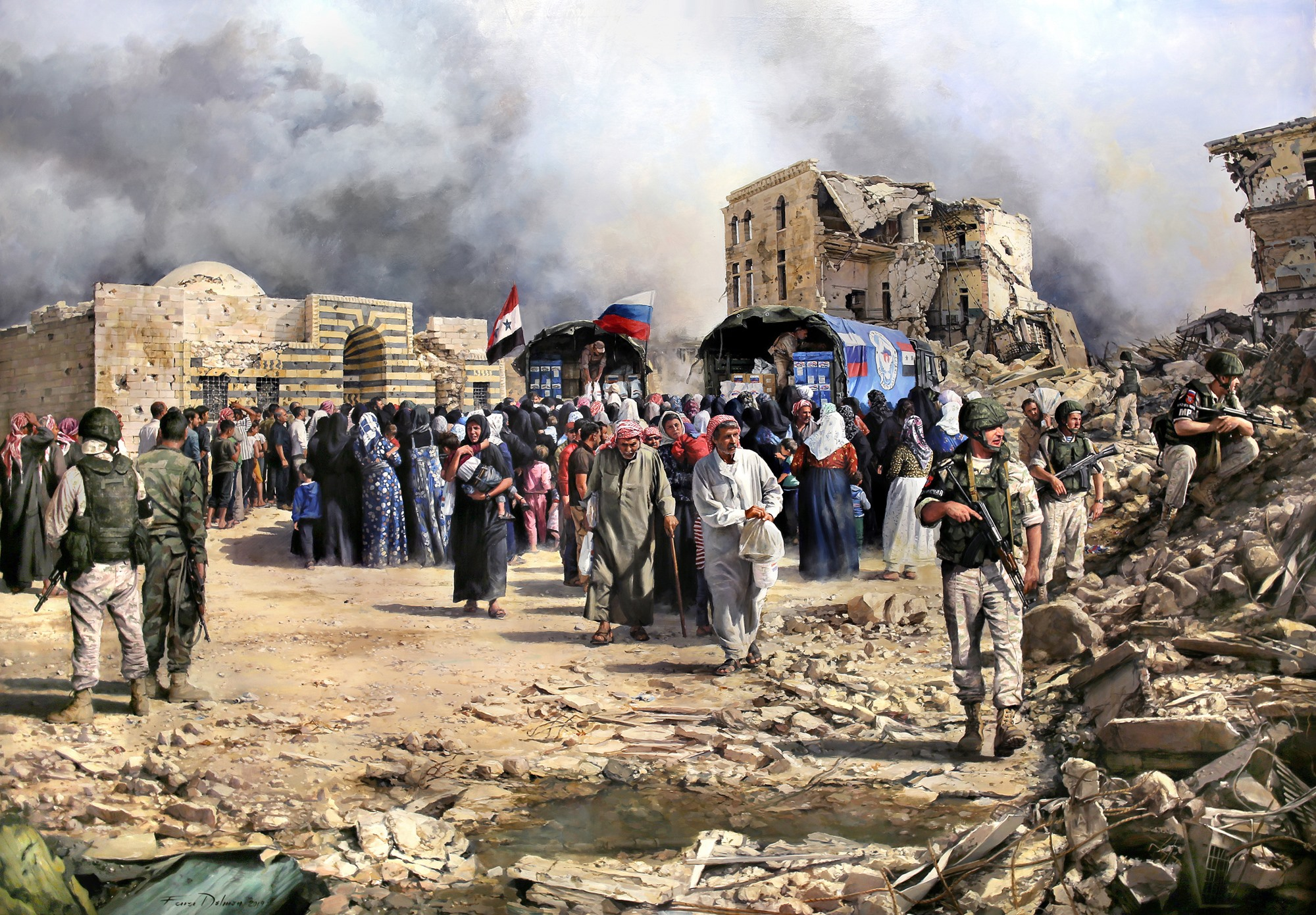
Alepo, la ayuda ha llegado (2019) de Augusto Ferrer-Dalmau, muestra la entrega de insumos a la población civil, de parte de las tropas rusas, tras la liberación de la ciudad.

El 6 de enero de 2018, el primer ministro, Imad Khamis, aclaró que el gobierno empezó el año pasado con la ejecución de los proyectos de servicio con más urgencia, después de instaurar la seguridad en los barrios orientales por el Ejército sirio, y asignó 36 mil millones de libras sirias para la rehabilitación de servicios básicos en la provincia, como escuelas, centros sanitarios, redes de agua y electricidad, y rehabilitar los polígonos industriales afectados. El plan se enfoca en desarrollar el sector de servicios, donde se asignó 40 mil millones de libras sirias para completar todos los proyectos de servicio, además de asignar 11 mil millones de libras sirias para proyectos agrarios, 6 mil millones para los silos y granos, y 3 mil millones para la electricidad. Anunció que ya está puesta en marcha la central de transformación de energía eléctrica en Bustan al Qasr en Alepo, con una capacidad de 20/66 kilovatios, después de realizar obras de rehabilitación con un coste de 3 mil millones de libras sirias.
En marzo de 2018 empezaron los esfuerzos y las obras de rehabilitación encaminadas a restaurar la torre del reloj de la puerta de Bab al-Faraj, uno de los principales lugares de interés de Alepo. La torre fue construida en 1898-1899 por el arquitecto austriaco de la ciudad de Alepo. Charles Chartier; y está situado en el casco antiguo de la ciudad. Para ese entronces, según datos oficiales, el número de instalaciones que han vuelto a trabajar llegaron a 7832 factorías repartidas en más de 30 complejos industriales ascendiendo así la cifra de instalaciones industriales en funcionamiento a 10.440.

### Combates en 2024
El 29 de noviembre de 2024 comenzó una nueva ofensiva rebelde contra el régimen de Al-Asad, que provocó el día 29 una batalla en Alepo. En la madrugada del día siguiente, el ejército rebelde tomó la ciudadela de Alepo, y más de la mitad de la ciudad. Tan solo  unas horas después, los rebeldes ya habían tomado casi toda la ciudad, sin apenas oposición. El 2 de diciembre los rebeldes capturaron Khansir, para  cortar la mayor ruta de suministro del ejército árabe sirio a la ciudad de Alepo.

## Geografía y descripción

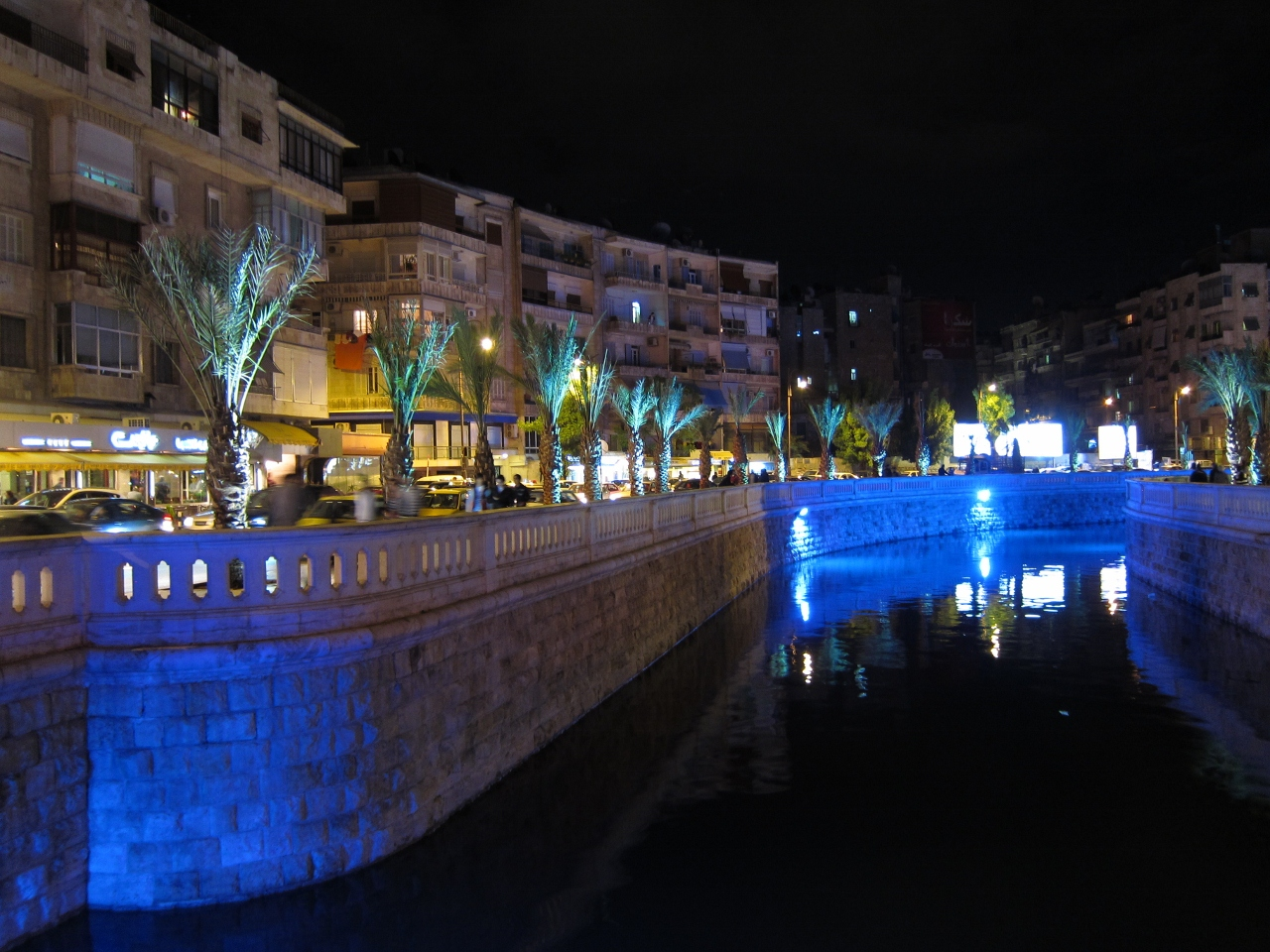
Río Queiq.

Alepo se encuentra a unos 120 km tierra adentro desde el Mar Mediterráneo, en una llanura a 380 metros sobre el nivel del mar, 45 km al este del puesto de control de frontera sirio-turca de Bab al-Hawa. La ciudad está rodeada por tierras de cultivo por el norte y el oeste, ampliamente cultivadas con olivos y pistachos. Hacia el este, se acerca a Alepo las zonas secas del desierto de Siria.
La ciudad fue fundada originalmente a pocos kilómetros al sur de la ubicación de la antigua ciudad actual, en la orilla derecha de río Queiq, que surge de la Meseta Aintab en el norte y se extiende hasta Alepo hacia el sur hasta el fértil país de Qinnasrin. La antigua ciudad de Aleppo se encuentra en la margen izquierda del río Quweiq. Estaba rodeado por un círculo de ocho colinas que rodean una colina prominente central sobre el que se construyó el castillo (originalmente un templo que data del segundo milenio antes de Cristo). El radio del círculo es de aproximadamente 10 km. Las colinas son Dile as-Sawda, Tell ʕāysha, Tell as-Sett, Tell Al-Yasmin (Al-ʕaqaba), Tell al-Ansari (Yārūqiyya), ʕan at-Tall, al Jallūm, Baḥsīta. La antigua ciudad fue encerrada dentro de una antigua muralla que fue reconstruida por última vez e en el periodo de dominación por los mamelucos. Esta muralla ha desaparecido desde entonces. Tenía nueve puertas y estaba rodeado por un amplio y profundo foso.
Ocupa una superficie de más de 190 km², Alepo es una de las ciudades de más rápido crecimiento en el Oriente Medio. De acuerdo con el nuevo plan principal de la ciudad, adoptado en 2001, se preveía aumentar la superficie total de Alepo hasta 420 km² antes de finales de 2015.

### Clima
Alepo tiene un clima semiárido (BSk en la clasificación climática de Köppen). Una serie de montañas a lo largo de la costa mediterránea bloquean en gran medida los efectos del Mediterráneo en el clima (efecto de sombra orográfica). La temperatura anual media es de 17-18 °C. La precipitación media es de 395 mm. El 80 % de las precipitaciones se producen entre octubre y marzo. La nieve es rara. La humedad promedio es de 58 %.
| Parámetros climáticos promedio de Alepo, Siria                                                  | Parámetros climáticos promedio de Alepo, Siria | Parámetros climáticos promedio de Alepo, Siria | Parámetros climáticos promedio de Alepo, Siria | Parámetros climáticos promedio de Alepo, Siria | Parámetros climáticos promedio de Alepo, Siria | Parámetros climáticos promedio de Alepo, Siria | Parámetros climáticos promedio de Alepo, Siria | Parámetros climáticos promedio de Alepo, Siria | Parámetros climáticos promedio de Alepo, Siria | Parámetros climáticos promedio de Alepo, Siria | Parámetros climáticos promedio de Alepo, Siria | Parámetros climáticos promedio de Alepo, Siria | Parámetros climáticos promedio de Alepo, Siria |
| Mes                                                                                             | Ene.                                           | Feb.                                           | Mar.                                           | Abr.                                           | May.                                           | Jun.                                           | Jul.                                           | Ago.                                           | Sep.                                           | Oct.                                           | Nov.                                           | Dic.                                           | Anual                                          |
| ----------------------------------------------------------------------------------------------- | ---------------------------------------------- | ---------------------------------------------- | ---------------------------------------------- | ---------------------------------------------- | ---------------------------------------------- | ---------------------------------------------- | ---------------------------------------------- | ---------------------------------------------- | ---------------------------------------------- | ---------------------------------------------- | ---------------------------------------------- | ---------------------------------------------- | ---------------------------------------------- |
| Temp. máx. abs. (°C)                                                                            | 17                                             | 21                                             | 31                                             | 34                                             | 41                                             | 47                                             | 46                                             | 43                                             | 41                                             | 37                                             | 30                                             | 18                                             | 47                                             |
| Temp. máx. media (°C)                                                                           | 10.3                                           | 12.6                                           | 16.9                                           | 22.6                                           | 28.7                                           | 33.6                                           | 36.2                                           | 36.1                                           | 33.2                                           | 27.0                                           | 16.8                                           | 11.9                                           | 23.8                                           |
| Temp. media (°C)                                                                                | 5.6                                            | 7.4                                            | 11.0                                           | 15.8                                           | 21.1                                           | 25.8                                           | 28.3                                           | 28.1                                           | 25.2                                           | 19.4                                           | 12.3                                           | 7.3                                            | 17.3                                           |
| Temp. mín. media (°C)                                                                           | 1.3                                            | 2.4                                            | 5.0                                            | 8.9                                            | 13.5                                           | 18.1                                           | 20.9                                           | 20.9                                           | 17.3                                           | 12.4                                           | 6.4                                            | 3.3                                            | 10.9                                           |
| Temp. mín. abs. (°C)                                                                            | −13                                            | −10                                            | −7                                             | −2                                             | 0                                              | 9                                              | 16                                             | 15                                             | 7                                              | 5                                              | −3                                             | −8                                             | −13                                            |
| Precipitación total (mm)                                                                        | 60.3                                           | 52.0                                           | 46.1                                           | 33.6                                           | 17.9                                           | 2.3                                            | 0.1                                            | 0.3                                            | 2.2                                            | 19.2                                           | 35.2                                           | 59.6                                           | 328.8                                          |
| Días de precipitaciones (≥ 0.1 mm)                                                              | 13                                             | 14                                             | 10                                             | 7                                              | 4                                              | 1                                              | 0                                              | 0                                              | 1                                              | 4                                              | 7                                              | 11                                             | 72                                             |
| Horas de sol                                                                                    | 120.9                                          | 140.0                                          | 198.4                                          | 243.0                                          | 319.3                                          | 366.0                                          | 387.5                                          | 365.8                                          | 303.0                                          | 244.9                                          | 186.0                                          | 127.1                                          | 3001.9                                         |
| Fuente n.º 1: World Meteorological Organization, Hong Kong Observatory (horas de sol 1961–1990) |                                                |                                                |                                                |                                                |                                                |                                                |                                                |                                                |                                                |                                                |                                                |                                                |                                                |
| Fuente n.º 2: BBC Weather                                                                       |                                                |                                                |                                                |                                                |                                                |                                                |                                                |                                                |                                                |                                                |                                                |                                                |                                                |

## Economía
Su economía se basa principalmente en productos agrícolas, predominando la producción de algodón, dando lugar a una importante industria textil derivada de la lana y la seda, que a su vez favorece la producción de bordados y alfombras, además de una destacada fabricación de licra. También allí se produce una gran cantidad de objetos de oro y plata.

## Demografía

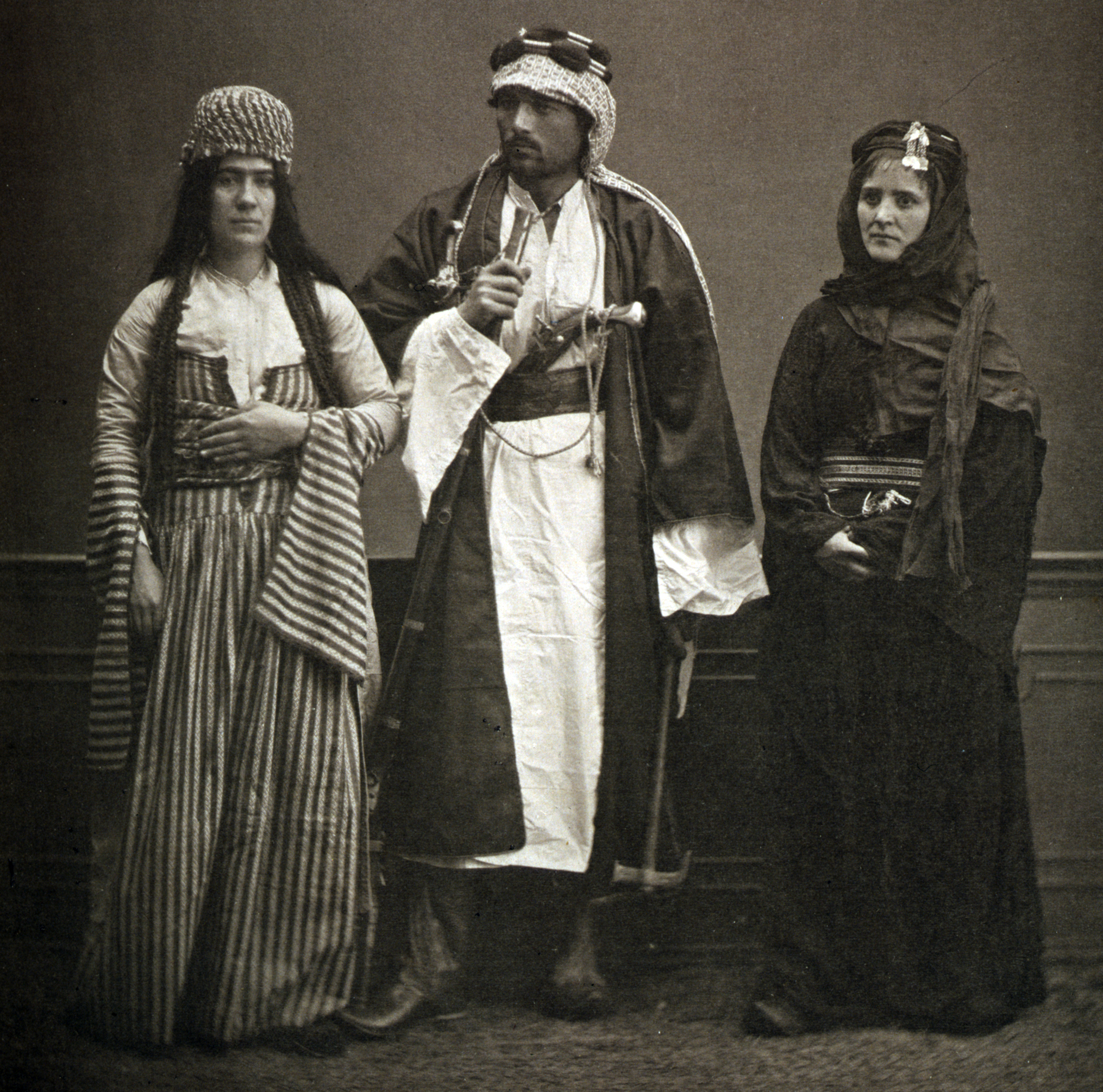
Una mujer judía y una pareja de beduinos en Alepo en 1873.

Según el historiador Sheikh Kamel Al-Ghazzi (1853-1933), la población de Alepo era de alrededor de 400 000 personas antes del desastroso terremoto de 1822. Después de las epidemias posteriores al terremoto de cólera y peste en 1823 y 1827, respectivamente, la población de la ciudad disminuyó a 110 000 a finales del siglo XIX. En 1901, la población total de Alepo era de 108 143 habitantes, de los cuales 76 329 eran musulmanes, 24 508 eran cristianos —en su mayoría católicos— y 7306 eran judíos. La población cristiana de Alepo creció por la afluencia de refugiados armenios y asirios/siríacos durante los primeros años del siglo XX, tras el genocidio armenio y asirio de 1915. Después de la llegada de los primeros grupos de refugiados armenios (1915-1922) la población de la ciudad ascendió a 156 748 habitantes en 1922, de los cuales 97 600 eran musulmanes, 22 117 cristianos nativos —en su mayoría católicos— 6580 judíos, 2652 de origen europeo, 20 007 refugiados armenios y 7792 de otras razas. El segundo período de flujo de armenios hacia Alepo está marcado con la retirada de las tropas francesas de Cilicia en 1923. Tras la llegada de más de 40 000 refugiados armenios entre 1923 a 1925, la población de la ciudad alcanzó los 210 000 habitantes a finales de 1925, donde los armenios formaban más del 25 % de la misma.
De acuerdo a los datos históricos presentados por Al-Ghazzi, hasta los últimos días del Imperio otomano, la gran mayoría de cristianos de Alepo eran católicos. El crecimiento de los cristianos ortodoxos se relaciona con la llegada de los refugiado armenios y asirios de Cilicia y del sur de Turquía, sobrevivientes del genocidio armenio. Por otro lado, un gran número de griegos ortodoxos provenientes del sanjak de Alejandreta llegaron a Alepo, tras la anexión del sanjak a Turquía en 1939.

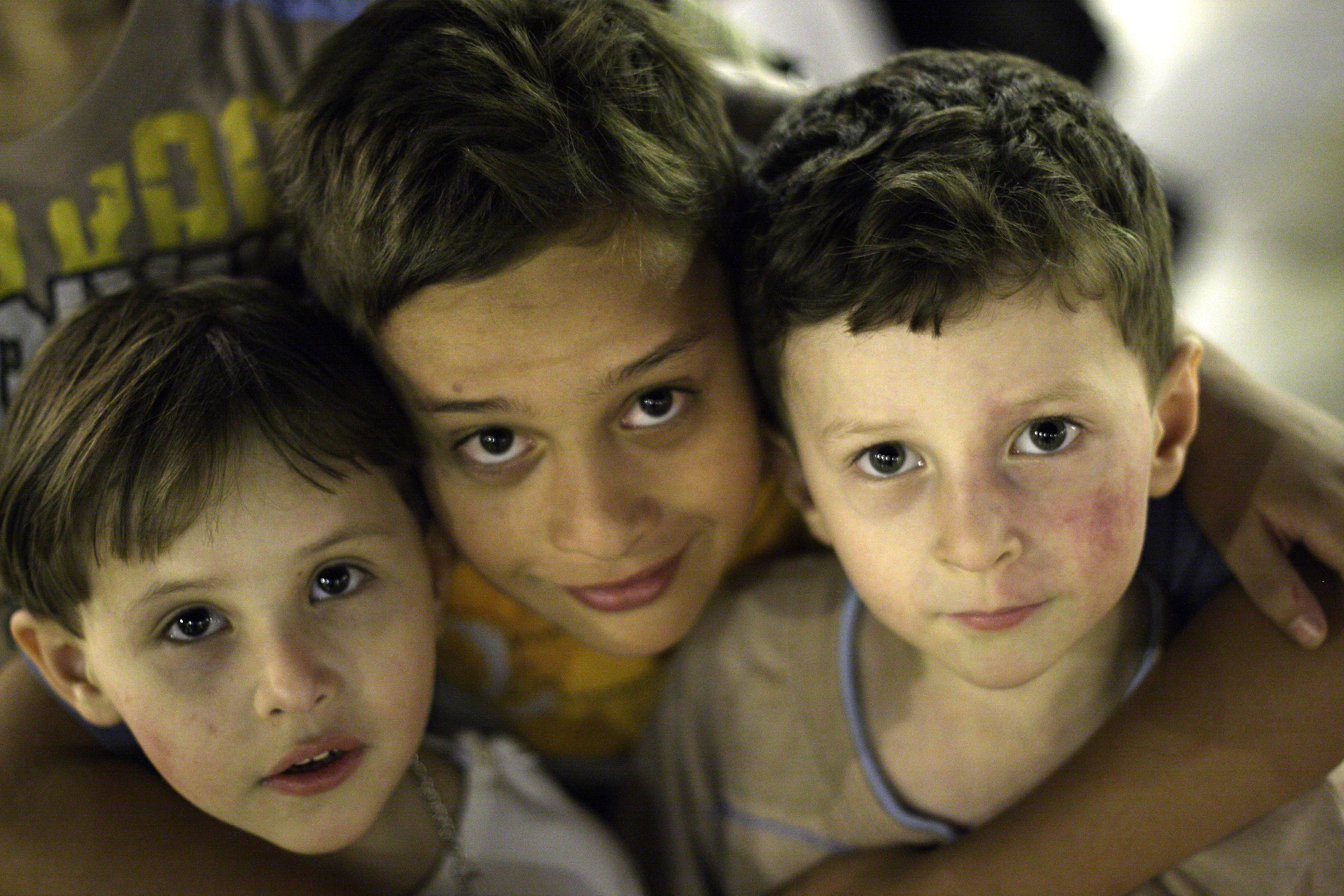
Niños sirios en Alepo

### Situación actual
Hasta la guerra civil siria Alepo era la ciudad más poblada de Siria, con una población de 2 132 100 habitantes, según datos del censo oficial de 2004. Su subdistrito (nahiya) se compone de 23 localidades con una población colectiva de 2 181 061 en 2004. De acuerdo con una estimación oficial anunciada por el consejo de la ciudad de Alepo, la población de la ciudad fue de 2 301 570 a finales de 2005.

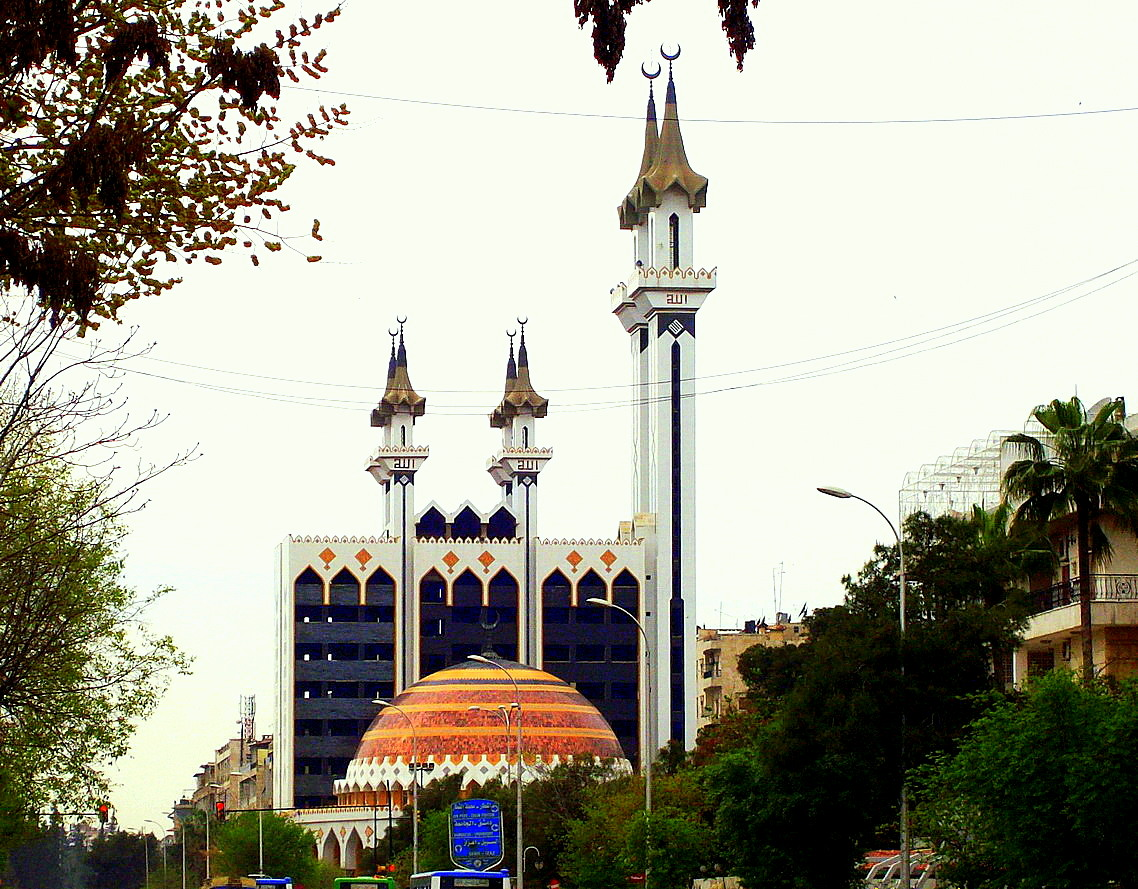
Mezquita Ar-Rahman en 2010

En esa época más del 80 % de los habitantes de Alepo eran musulmanes suníes. En su mayoría árabes y kurdos. Otros grupos étnicos musulmanes incluían a los pueblos túrquicos, circasianos, chechenos, albaneses, bosnios y búlgaros.

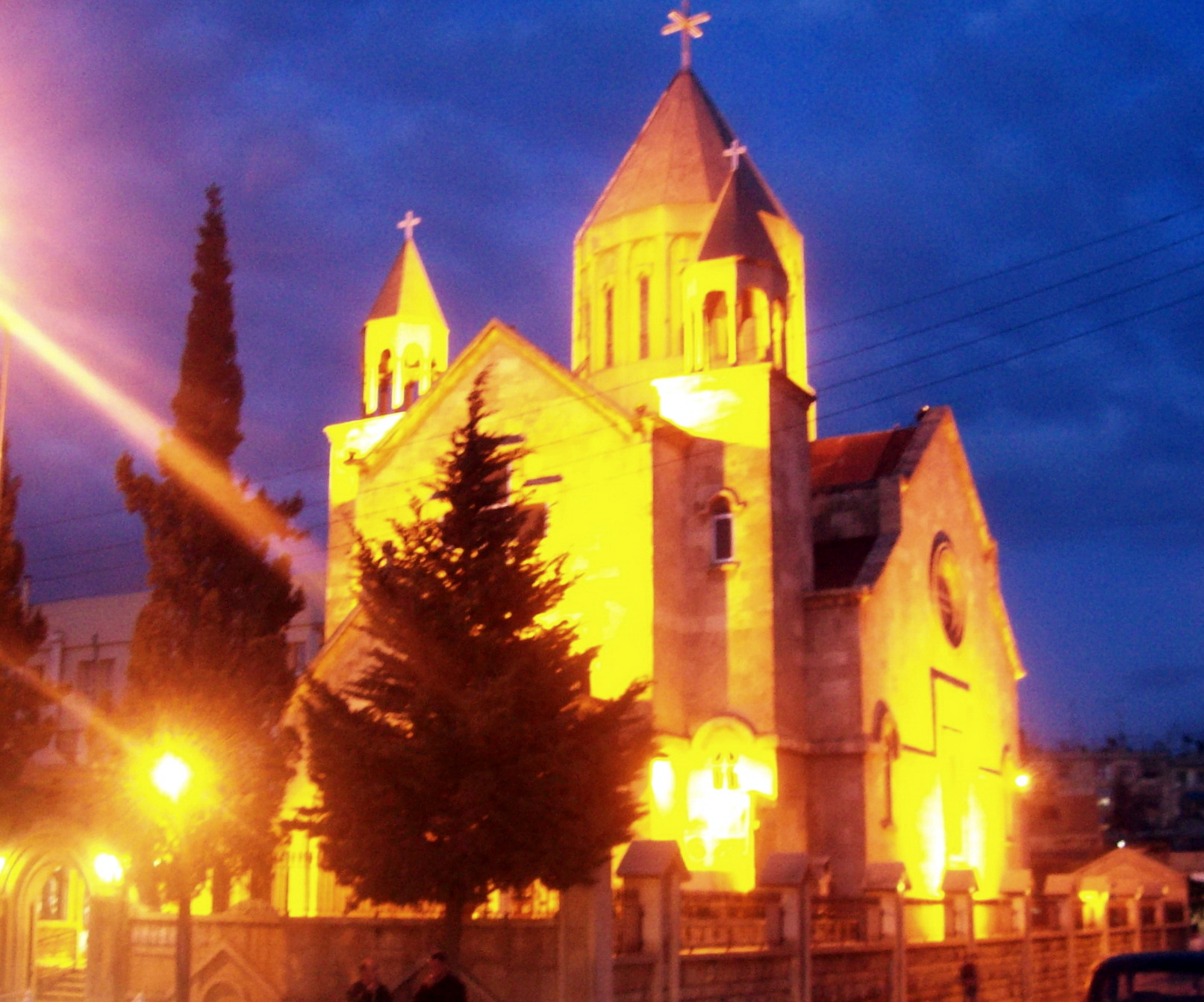
Iglesia de la Santa Madre de Dios en Alepo

Con una de las mayores comunidades cristianas de Oriente Medio, Alepo albergaba muchas congregaciones cristianas orientales, principalmente armenias, asirias y griegas melquitas. Históricamente, la ciudad ha sido el principal centro de misioneros católicos franceses en Siria. Hoy en día, más de 250 000 cristianos viven en la ciudad, lo que representa alrededor del 12 % de la población total. Un número importante de los cristianos sirios en Alepo hablan arameo, provenientes de la ciudad de Urfa, en Turquía. La gran comunidad de cristianos ortodoxos pertenece a las iglesia apostólica armenia, la iglesia ortodoxa siria y griega. También había una fuerte presencia de católicos en la ciudad, como los griegos melquitas, maronitas, latinos, caldeos y católicos sirios. Los cristianos evangélicos de diferentes denominaciones eran una minoría. En esa época, había 45 iglesias operando en la ciudad, que poseían las congregaciones cristianas mencionadas.
La población de habla árabe de Alepo utiliza el dialecto norteño del árabe levantino.

## La ciudad antigua

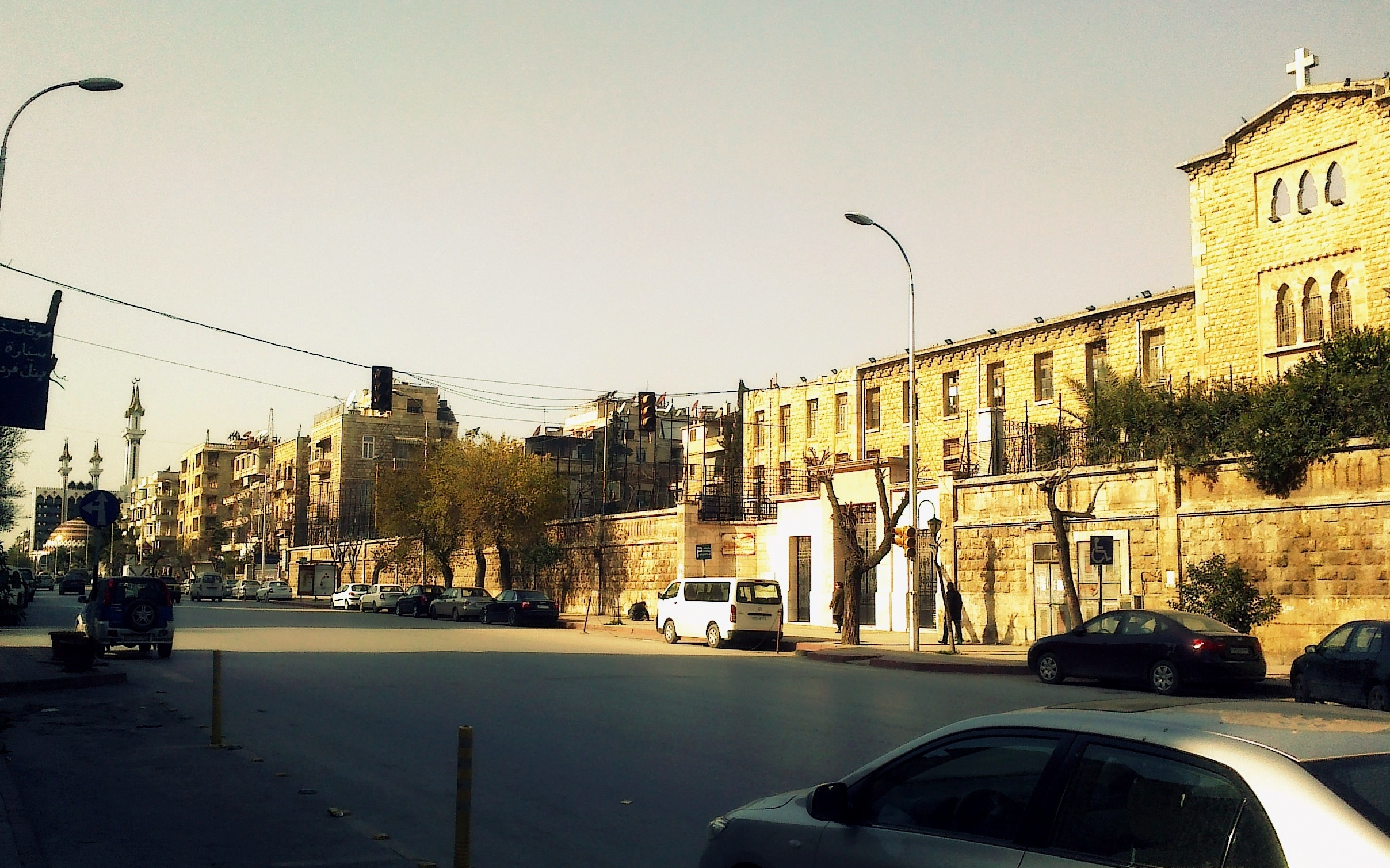
Iglesia (a la derecha) y mezquita (a la izquierda) en la misma calle en Alepo en 2013.

La ciudad antigua de Alepo fue declarada Patrimonio de la Humanidad por la Unesco en 1986. Dentro de la declaración, además del centro histórico, rodeado por una muralla con siete puertas, están incluidos los barrios antiguos del norte, nordeste y este y varios monumentos aislados más alejados del centro histórico.

## Transporte

### Ferrocarril
La estación de tren de Alepo fue una de las partes más importantes de Siria para ser conectadas por las vías del tren con el Imperio otomano, la construcción del ferrocarril de Bagdad a través de la ciudad data de 1912. Las conexiones con Turquía y más adelante con Ankara todavía existen hoy en día, un tren de dos veces por semana viene desde Damasco. Es quizás por esta razón histórica que Alepo es la sede de Siria de la red ferroviaria nacional. El tren era relativamente lento, gran parte del tráfico de pasajeros en el puerto de Latakia habían trasladado a estos en carretera con aire acondicionado. Pero esto se ha revertido en los últimos años con la introducción en 2005 por la empresa surcoreana DMU's un servicio rápido de cada dos horas regularmente tanto para Latakia como para Damasco.

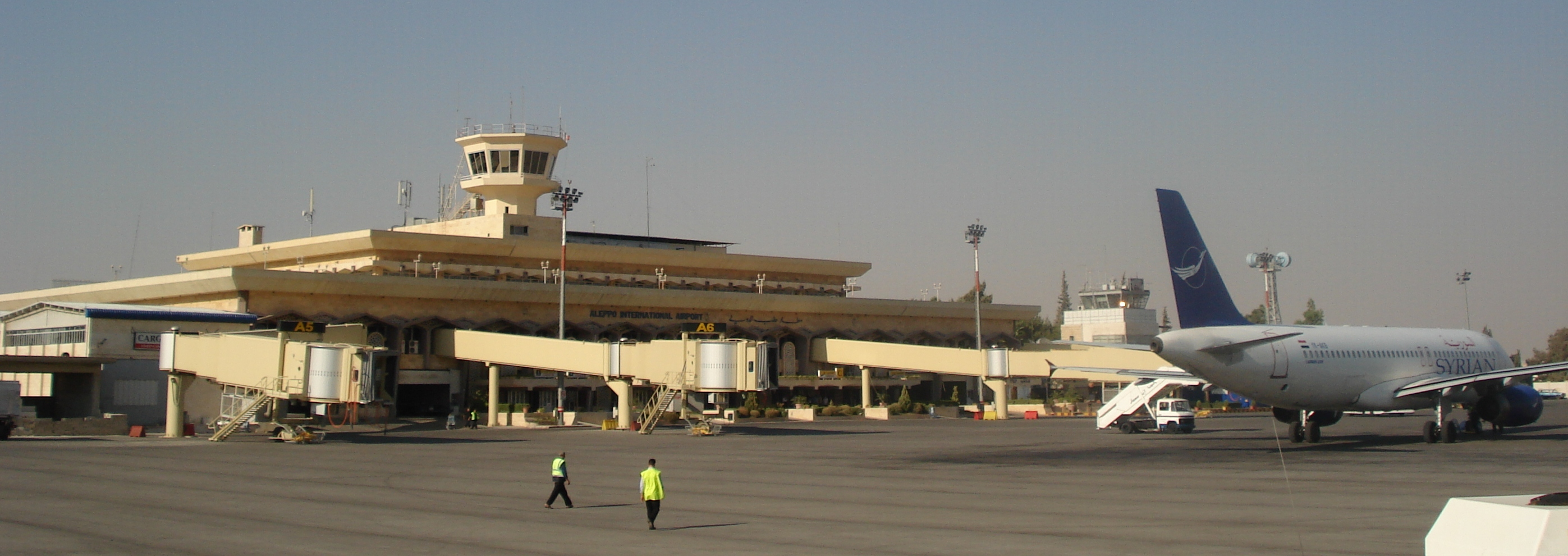
Aeropuerto Internacional de Alepo en 2006.

### Aeropuerto
El Aeropuerto Internacional de Alepo es el aeropuerto internacional que sirve a la ciudad. El aeropuerto sirve como base secundaria para Syrian Air, la aerolínea nacional. La historia del aeropuerto se remonta a principios del siglo XX. Fue mejorado y desarrollado en el año 1999, cuando se inauguró la terminal actual.

## Educación
Al ser el principal centro económico de Siria, Alepo tiene un gran número de instituciones educativas. Junto a la Universidad de Alepo, hay colegios estatales y universidades privadas que atraen a un gran número de estudiantes de otras regiones de Siria y otros países árabes. El número de estudiantes en la Universidad de Alepo es superior a los 60 000. La universidad tiene 18 facultades y 8 escuelas técnicas en la ciudad de Alepo.
En la actualidad, hay tres universidades privadas que operan en la ciudad:
- Universidad Privada de Ciencias y Artes (Alepo) (PUSA)
- Universidad de Al-Shahba (UB)
- Universidad de Mamoun de Ciencia y Tecnología (MUST).

Ramas del conservatorio estatal y de la Escuela de Bellas Artes también operan en la ciudad. Además, en Alepo hay varias escuelas de la comunidad cristiana y armenia, y dos escuelas internacionales:
- Escuela Internacional de Alepo
- Lycée Français d'Alep

Durante el período de guerra, los conocidos "Maristas azules" han enviado mensajes S.O.S al mundo a través de su página en Facebook, narrando lo que se vive en esa ciudad: escasez de agua, cortes de energía, bombardeos continuos. Durante el 2014, los hermanos azules, así como las diversas personas que han confiado en ellos con la educación de sus hijos, sufrieron un embate de la terrible guerra en ese país: Una bomba derribó el centro de educación marista donde recibían ayuda de los diversos países donde se encuentra esta congregación y que posteriormente era repartida entre los pobladores. Siguen aferrados a la idea de educar a los niños, como Marcelino Champagnat lo dijo, sin importarles que ellos profesen el islam.

## Cultura

### Arte

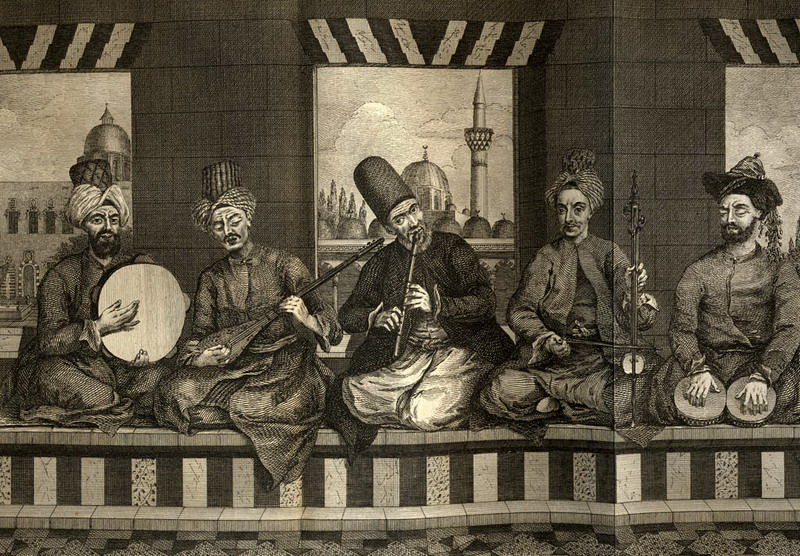
Músicos de Alepo,.

Alepo es considerado uno de los principales centros de la música tradicional y clásica árabe con los famosos Alepo Muwashshahs, Qudoods y maqams (que son géneros poético-musicales religiosos y seculares). Los alepinos en general son aficionados a la música clásica árabe, como el Tarab y no es de extrañar que muchos artistas de Alepo sean considerados pioneros entre los árabes en la música clásica y tradicional. Las figuras más destacadas en este campo son Sabri Mdallal, Sabah Fakhri, Shadi Jamil, Abed Azrie y Nour Mhanna. Muchos artistas emblemáticos de la música árabe como Sayed Darwish y Mohammed Abdel Wahab estuvieron visitando Alepo para conocer el legado del arte de Alepo y aprender de su patrimonio cultural.
Alepo es también conocida por sus oyentes informados y cultos, conocidos como sammi'a u "oyentes conocedores". Son músicos de Alepo de los que se afirma a menudo que ningún gran artista árabe alcanzó la fama sin ganar primero la aprobación de un alepino sammi'a.
Alepo acoge numerosos espectáculos musicales y festivales cada año en la ciudadela anfiteatro, tales como el "Festival de Siria Song", el "Festival Ruta de la Seda" y "Festival de al-Harir Khan".

### Ocio y entretenimiento
Alepo contaba con una vibrante vida nocturna. Varios clubes nocturnos, bares y cabarés abiertos hasta el amanecer. Muchos bares estaban situados en el casco antiguo del barrio Jdeydeh entre las antiguas mansiones orientales que ofrecían regalos especiales del sabor de Alepo y su cocina junto con la música local. Club d'Alep abrió sus puertas en 1945, es un club social exclusivo conocido por partidas de bridge y otras actividades de ocio nocturno. El Parque Público de Alepo fue inaugurado en 1949, es uno de los parques más grandes plantados en Siria, que se encuentra cerca de la zona Aziziyeh, donde el río Queiq rompe en el parque verde. Laguna Azul es uno de los lugares favoritos de la gente de Alepo, es el primer parque acuático en Siria. El centro comercial Shahba de Alepo es uno de los mayores centros comerciales en el Levante.

### Cocina

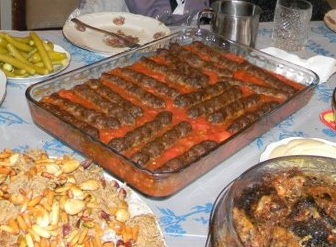
Khashkhash Kebab de Alepo.

La cocina siria en general, y sobre todo la cocina Alepo, cuenta con una amplia selección de platos. Al estar rodeado de olivos, nueces y frutales, Alepo es famoso por la pasión por la comida, ya que la cocina es el producto de la tierra fértil y la ubicación a lo largo de la Ruta de la Seda. La Academia Internacional de Gastronomía en Francia recibió el premio culinario Alepo en 2007. Pero, de hecho, Alepo fue capital de la comida mucho antes que París, debido a sus diversas comunidades de árabes, kurdos, armenios, circasianos y una población árabe cristiana considerable. Todos estos grupos contribuyeron a las tradiciones gastronómicas, desde Alepo al Imperio otomano.
La ciudad cuenta con una amplia selección de diferentes tipos de platos, como el kebab, kibbeh, dolma, hummus, ful Halabi, za'atar Halabi, y Ful Halabi que es una típica comida de desayuno de Alepo. Contiene sopa de fava y frijoles con un chorrito de aceite de oliva, jugo de limón, ajo y pimientos rojos de Alepo. El za'atar de Alepo (tomillo) es un tipo de orégano sirio que es muy popular entre los árabes, armenios y turcos. El kibbeh es uno de los alimentos favoritos de los lugareños, y, por lo tanto, los Alepinos han inventado más de 17 tipos de platos kibbeh, que se considera una forma de arte para ellos. Estos incluyen kibbeh preparados con zumaque, yogur, quince, jugo de limón, la granada y la salsa de cherry. Otras variedades incluyen el "disco" kibbeh, el "plato" kibbeh y la "prima" kibbeh. El Kebab Halabi está influenciado por el gusto de armenios y turcos, tiene alrededor de 26 variantes, incluyendo: kebab preparado con cereza, berenjena, chile con perejil y piñones, trufa, pasta de tomate, queso y champiñones, entre otros.
La bebida favorita es el Arak, que por lo general se consume junto con el meze, kebabs de Alepo y kibbehs. La cerveza Al-Shark es un producto también de Alepo, es una de las bebidas favoritas de los alepinos. Los vinos locales y aguardientes también se consumen normalmente.
Alepo es el origen de los diferentes tipos de dulces y pasteles. Los dulces alepinos, tales como mabrumeh, siwar es-adoquín, balloriyyeh, y otros, se caracterizan por contener samne y azúcar. Otros dulces incluyen mamuniyeh, shuaibiyyat, mushabbak, zilebiyeh, ghazel al-Banat y demás. La mayoría de los pasteles contienen los renombrados pistachos de Alepo y otros tipos de nueces.

## Deporte

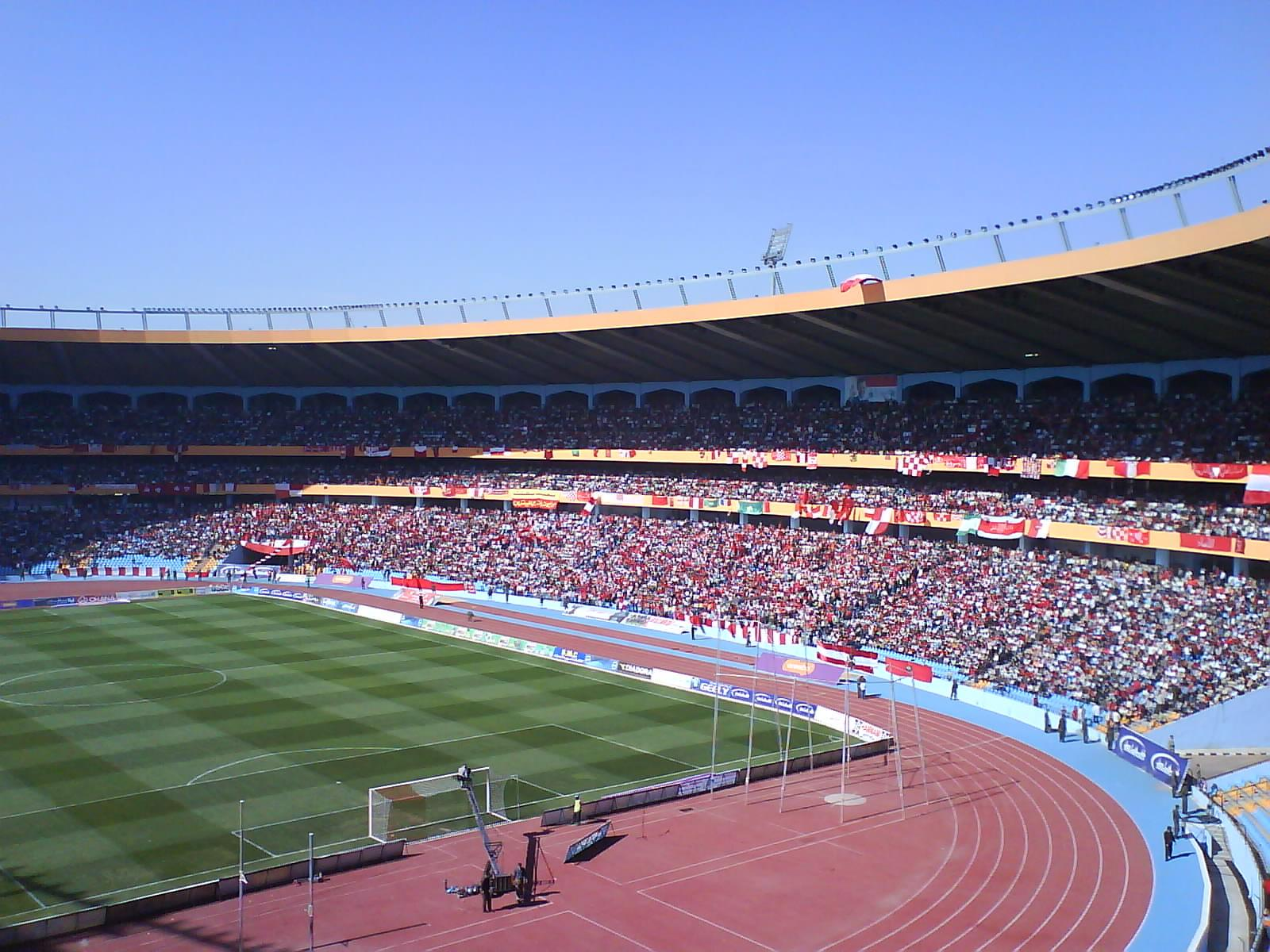
Estadio Internacional de Alepo.

El deporte más popular en Alepo es el fútbol. Alepo tiene muchos clubes de fútbol, entre ellos sólo Al-Ittihad de Alepo y Hurriya SC están jugando en la Liga Premier de Siria. Otros clubes importantes son: Al-Yarmuk Aleppo, Jalaa FC y SC Orouba de Alepo.
A su vez el baloncesto también es popular en Alepo. Cuatro de los doce equipos en la primera división masculina de baloncesto en Siria son de Alepo, mientras que cinco clubes de Alepo se incluyen en la primera división de las mujeres, lo que representa el 50 % del total de participantes (2011-2012).
Muchos otros tipos de deportes se practican por los clubes de la ciudad. Tenis, balonmano, voleibol, tenis de mesa y natación son algunos de los favoritos.
La ciudad alberga la mayor instalación deportiva de Siria, el Estadio Internacional de Alepo, con una capacidad para 75 000 espectadores. Además, habría que citar el estadio Al-Hamadaniah, el estadio Alepo 7 de abril, el estadio Riayet Al-Shabab, el Al-Assad Sports Hall, el Al-Hamadaniah Sports Hall, las pistas de tenis Al-Hamadaniah, y la piscina olímpica Bassil Al-Assad.

## Principales monumentos

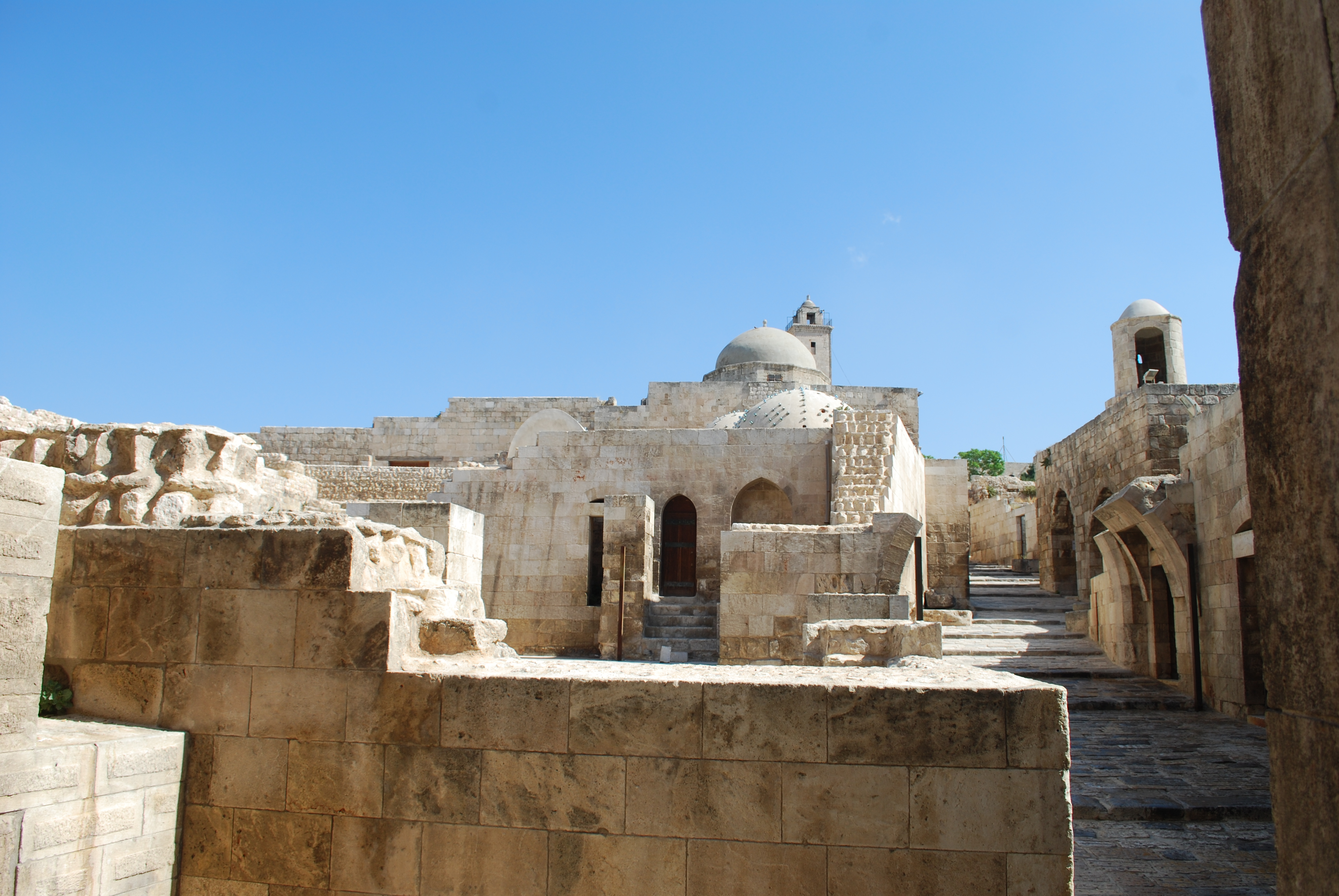
Ciudadela de Alepo.

- La gran mezquita de Alepo, edificada en 715 por el califa Al-Walid y reconstruida en 1129 por Nur al-Din; un edificio de tres naves con un minarete de cinco pisos de altura.
- La madraza Halawiyé, que ocupa el emplazamiento de la antigua catedral de Santa Elena.
- La ciudadela, construida en el siglo XIII sobre un cerro en parte artificial que se alza 50 metros sobre la ciudad, y muy dañada por los terremotos, sobre todo por el de 1822.
- Los zocos.
- Los caravasares.
- El castillo de Alepo, situado en el meridiano de la ciudad, cautiva a los paseantes por sus dimensiones, entradas, pasadizos e historias de la defensa de los "halabille". Es uno de los símbolos de la Unesco.
- El baño Yalgamma, uno de los más antiguos spa turcos que impresiona por su arte arabesco de la época antigua.

## Ciudades hermanadas
- Esmirna en Turquía (desde el 5 de mayo de 1993)
- Lyon en Francia (desde el 18 de octubre de 2000)
- Gaziantep en Turquía (desde el 13 de noviembre de 2005)
- Brest en Bielorrusia (desde el 28 de enero de 2010)